# John Noble (Schauspieler)

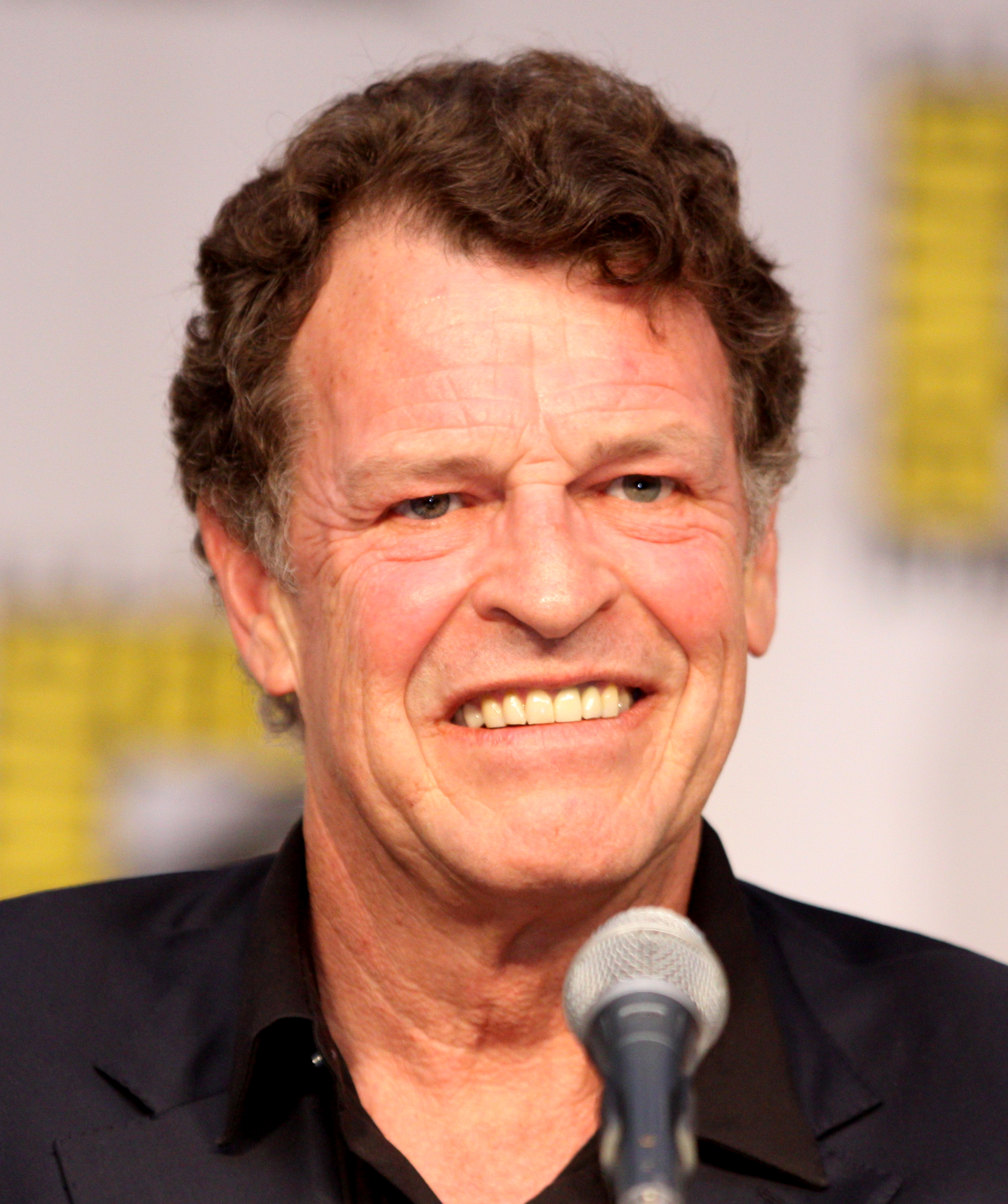
John Noble (2010)

John Noble (* 20. August 1948 in Port Pirie, South Australia) ist ein australischer Schauspieler, Theaterregisseur und Synchronsprecher.

## Leben
Noble war von 1977 bis 1987 der künstlerische Leiter der Stage Company of South Australia und von 1997 bis 2000 Direktor der Schauspielabteilung der Brent St. School of Arts in Sydney. Erst mit vierzig Jahren wurde er selbst als Schauspieler aktiv. Internationale Bekanntheit erlangte Noble durch sein Mitwirken in der Filmtrilogie Der Herr der Ringe, in der er die Rolle des Truchsesses Denethor von Gondor spielte.
2007 war Noble in drei Folgen der Echtzeit-Serie 24 in der Rolle des intriganten russischen Konsuls zu sehen. In den Jahren 2008 bis 2013 verkörperte er den exzentrischen Wissenschaftler Walter Bishop in der Fernsehserie Fringe – Grenzfälle des FBI. Nach einer dreiteiligen Nebenrolle als Henry Parrish in der ersten Staffel von Sleepy Hollow wurde er für die zweite Staffel zum Hauptdarsteller befördert.
Außerdem ist Noble als Sprecher für die Produktion von Computerspielen tätig, so unter anderem in Saboteur (2009) und L.A. Noire (2011), wobei er in letzterem nicht nur die Synchronisation übernahm, sondern auch per Motion Capturing in das Spiel eingefügt wurde. In der Science-Fiction-Serie Transformers: Prime leiht er zudem dem Charakter Unicron seine Stimme.
Noble ist verheiratet und Vater von drei Kindern. Seine Tochter Samantha Noble ist ebenfalls als Schauspielerin tätig. Die Familie lebt mittlerweile in den Vereinigten Staaten. Laut einer Reportage von 2011 zählt Noble neben der Schauspielerei auch die Musik und das Malen zu seinen künstlerischen Tätigkeiten.

## Filmografie (Auswahl)
- 1988: SOS – Hills End antwortet nicht (Hills End, Fernsehserie)
- 1988: The Dreaming
- 1989: A Sting in the Tale
- 1990: Call Me Mr. Brown
- 1993: The Nostradamus Kid
- 1993: Time Trax – Zurück in die Zukunft (Time Trax, Fernsehserie, Episode 1x22 Mann gegen Mann)
- 1998–2004: All Saints (Fernsehserie, 32 Episoden)
- 1999: Airtight – Mörderisches Labyrinth (Airtight, Fernsehfilm)
- 2000: The Monkey’s Mask
- 2000: Virtual Nightmare (Fernsehfilm)
- 2002: Firefighter – Inferno in Oregon (Superfire, Fernsehfilm)
- 2002: The Outsider – Nach eigenen Regeln (The Outsider, Fernsehfilm)
- 2002: Der Herr der Ringe: Die Zwei Türme (The Lord of the Rings: The Two Towers, nur Special Extended Edition)
- 2003: Der Herr der Ringe: Die Rückkehr des Königs (The Lord of the Rings: The Return of the King)
- 2004: The Mystery of Natalie Wood (Fernsehfilm)
- 2004: Fracture
- 2006: Running Scared
- 2006: Stargate – Kommando SG-1 (Stargate SG-1, Fernsehserie, Episode 9x20)
- 2006: Eine Nacht mit dem König (One Night with the King)
- 2007: Der Schatz von Fidschi (Pirate Islands: The Lost Treasure of Fiji, Fernsehserie, 13 Episoden)
- 2007: 24 (Fernsehserie, 2 Episoden)
- 2007: Journeyman – Der Zeitspringer (Journeyman, Fernsehserie, Episode 1x08)
- 2008–2013: Fringe – Grenzfälle des FBI (Fringe, Fernsehserie, 100 Episoden)
- 2010: Die Legende von Aang (The Last Airbender, Stimme)
- 2013: Good Wife (Fernsehserie, 2 Episoden)
- 2013–2015, 2017: Sleepy Hollow (Fernsehserie, 22 Episoden)
- 2014: The Mule – Nur die inneren Werte zählen (The Mule)
- 2015: Forever (Fernsehserie, Episode 1x22)
- 2015–2016, 2018–2019: Elementary (Fernsehserie, 13 Episoden)
- 2017–2018: Legends of Tomorrow (DC’s Legends of Tomorrow, Fernsehserie, 7 Episoden)
- 2017–2018: Salvation (Fernsehserie, 7 Episoden)
- 2018: The Blacklist (Fernsehserie, 2 Episoden)
- 2020: Hunters (Fernsehserie, Episode 1x04)
- 2020: The Boys (Fernsehserie, Episode 2x07)
- 2021: Conjuring 3: Im Bann des Teufels (The Conjuring: The Devil Made Me Do It)
- 2021: Cowboy Bebop (Fernsehserie, 3 Episoden)
- 2021–2024: Star Trek: Prodigy (Fernsehserie, Stimme des Diviner)
- 2025: Severance (Fernsehserie, 1 Episode)